# Scincella bilineata
Scincella bilineata är en ödleart som beskrevs av Gray 1846. Scincella bilineata ingår i släktet Scincella och familjen skinkar. Inga underarter finns listade i Catalogue of Life.